# Jeu d'évasion
« Escape Game » redirige ici. Pour les autres significations, voir Escape Game (homonymie).
« Escape room » redirige ici. Pour le film, voir Escape Room (film, 2017).
Le jeu d'évasion,, également désigné par les termes anglais escape game ou escape room, est un type de jeu de rôle grandeur nature qui constitue la déclinaison physique des jeux vidéo de type « escape the room ».

## Concept

### Présentation
Le jeu d'évasion consiste la plupart du temps à tenter de s’échapper d’une pièce en un temps limité (généralement une heure) et se pratique habituellement en groupe, même si des concepts existent pour une seule personne (par exemple, Lockdown à Singapour).

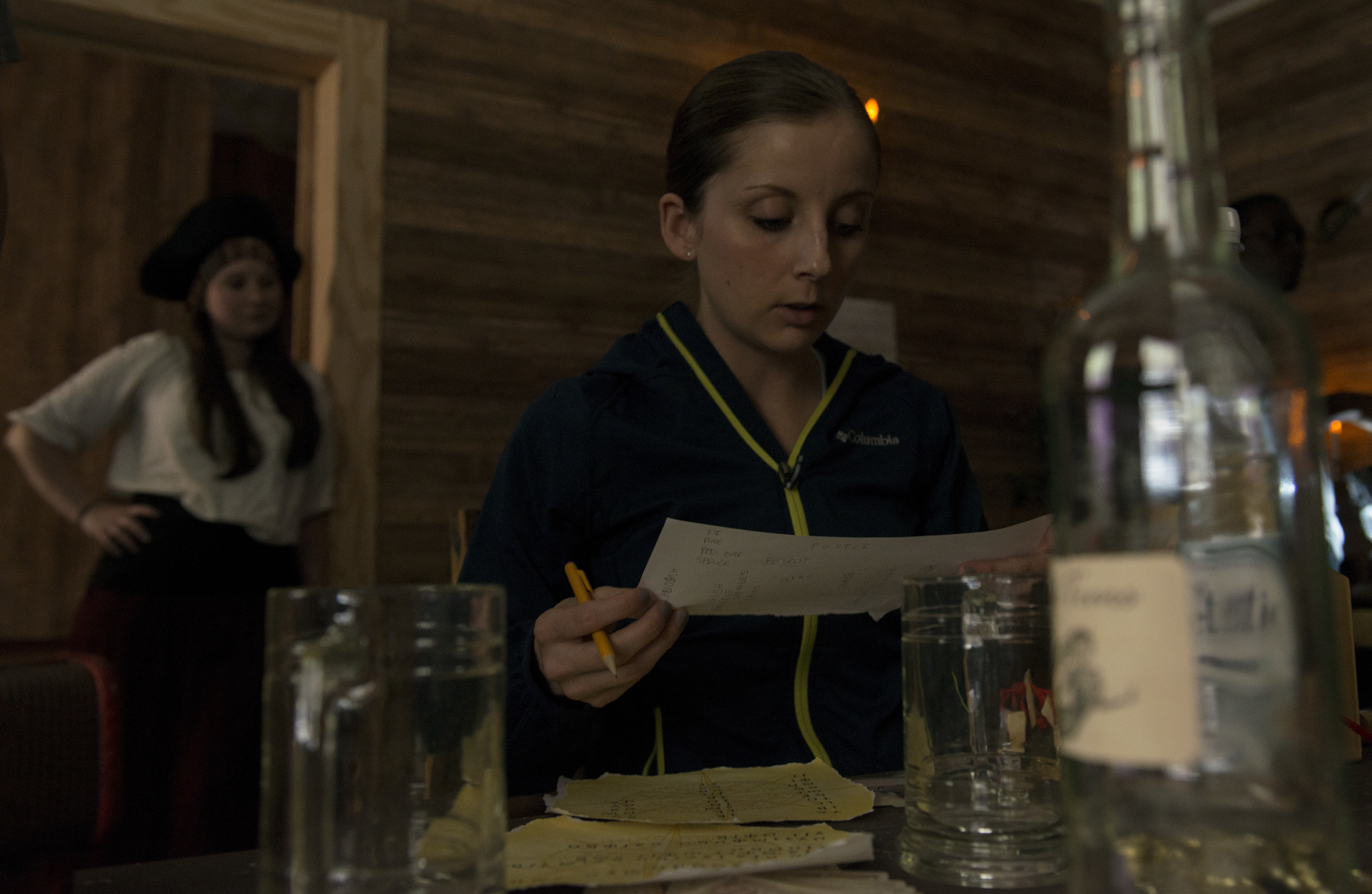
Une joueuse d'un jeu d'évasion en train d'examiner un indice.

Le but est généralement de sortir d'une pièce (d’où le nom d'escape room), mais il peut aussi être d'apporter une solution à un autre problème, comme résoudre un meurtre ou trouver un trésor.
Bien qu’adaptés à un large public, adolescents, familles ou seniors, les jeux d'évasion ont pour cœur de cible les 25-40 ans.

## Historique

### Création et développement
Behind Closed Doors est le tout premier jeu de type « escape the room », sorti sur l'ordinateur Sinclair ZX Spectrum en 1988. Dans ce jeu vidéo, le personnage commence enfermé et doit trouver une solution pour s'échapper[réf. nécessaire].
Cependant, ce n'est qu'en 2001 qu'un autre jeu de type « escape the room » a véritablement capté l'attention du public avec un concept similaire. Il s'agit de The Mystery of Time and Space (souvent abrégé en MOTAS), un jeu en flash jouable sur navigateur. Le but du jeu est simple : le joueur commence dans une pièce qui ne contient qu'une seule issue verrouillée, et doit trouver un moyen de s'échapper.
Les premiers jeux vidéo d'évasion qui ont popularisé le genre sont l’œuvre du Japonais Toshimitsu Takagi qui crée, dès 2005, des jeux tels que Crimson Room et QP-Shot.
La première société à créer un jeu d'évasion pérenne et professionnel est Scrap, qui ouvre son premier jeu à Kyoto en 2008 sous le nom de The Real Escape Game.
Ce type de jeu est ensuite pratiqué partout en Asie et notamment à Hong Kong. Il devient un phénomène mondial après 2010, avec entre autres les ouvertures de Parapark en 2011 en Hongrie, de HintHunt en 2012 à Londres, d'AdventureRooms en 2012 à Berne et de Puzzle Break en 2013 à Seattle. En France, la première salle, HintHunt, ouvre en décembre 2013 à Paris, et s'agrandit en août 2014 avec l'ouverture d'une nouvelle salle.

### En France
Depuis les années 2010, le concept de jeu d'évasion est présent dans toutes les grandes métropoles de France.
En 2016, une enseigne de jeu d'évasion ouvrait tous les trois jours en moyenne en France. En juin 2017, la barre des 300 enseignes est franchie en France. En décembre 2018, la France comptait 642 enseignes pour plus de 1 500 scénarios différents.
En janvier 2020, la France comptait plus de 800 enseignes pour plus de 2 000 scénarios différents. La crise sanitaire du COVID-19 a causé la fermeture administrative de quelques enseignes françaises. Certaines se sont néanmoins réinventées en proposant des adaptations de leurs jeux en visio-conférence.

### Au Québec
Les jeux d'évasion sont apparus au Québec en octobre 2014.

### Escapes games pédagogiques
Avec l'essor des jeux sérieux et de la ludification, les jeux d'évasion deviennent aussi des outils de formation professionnelle[réf. nécessaire]. Ils sont principalement utilisés pour faire découvrir un thème (le patrimoine, les mathématiques, etc.) ou pour apprendre à travailler en équipe. Une équipe de chercheurs lorrains a par exemple mis en place un jeu d'évasion pour apprendre la médecine d'urgence.
Certains escape games sont conçus par des entreprises spécialisées dans le game design. On compte en France plusieurs entreprises spécialisées dans la conception d'escape game.

## Incidents
En janvier 2019, à Koszalin, en Pologne, cinq adolescentes qui fêtaient un anniversaire perdent la vie, par inhalation de monoxyde de carbone dans l'incendie d'une escape room,.
Par la suite, après la mort des adolescentes, treize escape rooms sont fermées en Pologne, en raison de l'absence d'issues de secours. 

## Adaptations

### Livres
Depuis 2016, il existe plusieurs collections de « livres-jeu d'évasion » dédiées sur le thème des jeux d'évasion, sur le modèle des livres-jeu ou des recueils d'énigmes logiques. Le lecteur affronte le jeu seul, ou bien en compagnie d'un chronomètre (pour certains titres). Il s'identifie au héros de l'histoire, enfermé dans — au choix : un manoir hanté, un tombeau maya, une vallée maudite, une bibliothèque en pleine nuit, etc.

### Jeux de société

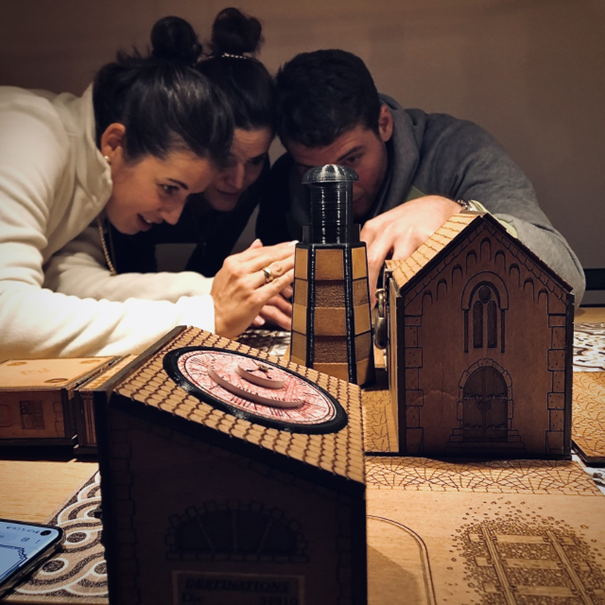
Des joueurs en train d’interagir avec la « Boîte de Lucia », un puzzle sur le thème des jeux d'évasion initialement présenté sous la forme d'un cube de bois à déployer.

Il existe également des boîtes de jeux de société sur le thème des jeux d'évasion (par exemple Unlock!), à jouer entre amis en une heure dans son salon en utilisant des cartes et des puzzles. Les versions les plus immersives utilisent de vrais cadenas à numéros, des applications pour smartphone, ou sont constituées de boîtes souvent en bois avec des compartiments cachés et des mécanismes à activer.

## Œuvres basées sur des jeux d'évasion
Les jeux d'évasion apparaissent au cinéma ou à la télévision (notamment dans le genre des films d'horreur) dans les œuvres suivantes :
- Escape Room (2017), film de Will Wernick (en) ;
- No Escape Room (2018), téléfilm d'Alex Merkin ;
- Escape Game (2019), film d'Adam Robitel ;
- Play or Die (en) (2019), film de Jacques Kluger ;
- Escape Game 2 : Le monde est un piège (2021), film d'Adam Robitel ;
- Follow me (2021), film de Will Wernick ;
- Escape (2021) téléfilm de  Stefan Carlod et Valentin Vincent ;
- X&Y (Aiyou de Mishi) (2023), anime de Bi Shui Yu.